# John Ostrom
Aquest autor és citat en taxonomia animal amb el nom «Ostrom».
John H. Ostrom fou un paleontòleg estatunidenc que revolucionà la comprensió moderna dels dinosaures a la dècada del 1960, quan demostrà que els dinosaures són més semblants a grans ocells no voladors que no pas a sargantanes, una idea que Thomas Henry Huxley proposà per primer cop a la dècada del 1860. Huxley, tanmateix, no havia trobat gaire suport. La primera de les àmplies revisions d'Ostrom de l'osteologia i filogènia de l'au primitiva Archaeopteryx fou publicada el 1976. La seva reacció a l'eventual descobriment de dinosaures amb plomes a la Xina, després d'anys d'agres debats, fou agridolça.